# Siergiej Topol
Siergiej Stanisławowicz Topol (ros. Сергей Станиславович Тополь; ur. 15 lutego 1985 w Omsku) – rosyjski hokeista.

## Kariera
- Awangard-WDW Omsk (2001–2003)
- Omskie Jastrieby (2003-2006)
- Awangard Omsk (2003-2007)
- Mieczeł Czelabińsk (2004)
- Mieczeł 2 Czelabińsk (2004)
- Awangard 2 Omsk (2006/2007)
- Awtomobilist Jekaterynburg (2007/2008)
- Awtomobilist 2 Jekaterynburg (2007/2008)
- Sputnik Niżny Tagił (2007/2008)
- Jermak Angarsk (2008–2009)
- Mietałłurg Nowokuźnieck (2009–2010)
- Jermak Angarsk (2010–2011)
- Mietałłurg Nowokuźnieck (2011)
- Mieczeł Czelabińsk (2011–2012)
- Mołot-Prikamje Perm (2012–2013)
- Witiaź Podolsk (2013)
- Titan Klin (2013-2014)
- Rubin Tiumeń (2014-2015)
- Sputnik Niżny Tagił (2015-2016)
- HK Homel (2016-2017)
- Saryarka Karaganda (2017-2018)
- Gangwon High1 (2018-2019)
- HK Homel (2019-2020)
- Mietałłurg Żłobin (2020-2021)
- ECDC Memmingen (2021-)

Wychowanek Awangarda Omsk. Od maja 2013 zawodnik Witiazia Czechowa związany dwuletnim kontraktem, po czym przeszedł do innego klubu. Od lipca 2015 zawodnik Sputnika Niżny Tagił. Od połowy 2016 zawodnik białoruskiego HK Homel. Od maja 2017 do maja 2018 zawodnik kazachskiej Saryarki Karaganda. W sezonie 2018/2019 reprezentował południowokoreański Gangwon High1, a w 2019/2020 ponownie HK Homel. W połowie 2020 został zawodnikiem Mietałłurga Żłobin. Od końca września 2021 zawodnik niemieckiego klubu ECDC Memmingen.

## Sukcesy
Klubowe
- Złoty medal mistrzostw Rosji: 2004 z Awangardem Omsk
- Srebrny medal mistrzostw Rosji: 2006 z Awangardem Omsk
- Brązowy medal mistrzostw Rosji: 2007 z Awangardem Omsk
- Brązowy medal mistrzostw Białorusi: 2017 z HK Homel

Indywidualne
- Ekstraliga białoruska w hokeju na lodzie (2016/2017):
  - Trzecie miejsce w klasyfikacji strzelców w sezonie zasadniczym: 24 gole[10]